# Panika w Szanghaju
Panika w Szanghaju – miała miejsce 31 grudnia 2014 w Szanghaju (Chiny) podczas imprezy noworocznej. W wyniku paniki zginęło 36 osób, a 47 zostało rannych.
Pokaz został zorganizowany na szanghajskim Bundzie. Do wybuchu paniki doszło na schodach, które prowadziły wzdłuż rzeki do podwyższonego trotuaru. Ofiary zostały zdeptane przez napierający tłum.  Przewodniczący ChRL Xi Jinping zarządzał przeprowadzenia natychmiastowego śledztwa w sprawie przyczyn paniki.  Media cytują świadków mówiących o tym, iż jedni ludzie próbowali się dostać po schodach na brzeg promenady, a drudzy stamtąd schodzili. Jednakże poruszanie się w tak gęstym tłumie było niemal niemożliwe. Być może ktoś w pewnym momencie upadł i to wywołało panikę.